# Angelo Mattea
Angelo Mattea (Santhià, 21 ottobre 1892 – Torino, 13 ottobre 1960) è stato un allenatore di calcio e calciatore italiano, di ruolo attaccante.

## Biografia
Era il fratello dell'arbitro Francesco Mattea, con cui giocò nel Piemonte per breve tempo. La notizia della sua morte fu data su La Stampa da Vittorio Pozzo.

## Carriera

### Giocatore
Particolarmente bravo nel dribbling e nel palleggio, dopo essere cresciuto tra le file del Piemonte passa al Casale, con cui vince uno scudetto nella stagione 1913-1914, nella quale segna 22 reti, ottenendo quattro convocazioni con la Nazionale maggiore.
Nel 1914 è vicino a essere ingaggiato dal Genoa a fronte di un compenso in denaro, ma la circostanza, vietata dai regolamenti di allora che prescrivevano l'assoluto dilettantismo dei calciatori, causa l'intervento della FIGC contro il sodalizio genovese. La Federazione commina varie sanzioni al Genoa e una squalifica a Mattea, vanificando ogni possibilità di trasferimento del calciatore alla corte rossoblù.
Durante la prima guerra mondiale passa alla Juventus, mentre nel 1920 approda alla Torinese con cui, nel 1921, ritorna in Nazionale.
Ritorna quindi al Casale, collezionando un totale di 240 partite e 81 reti. Nella stessa società ricopre anche il ruolo di allenatore-giocatore nella stagione 1927-1928, mentre nella successiva passa ad allenare la Carrarese.
Nel 1929 torna in campo per altre due stagioni con i piemontesi, contribuendo al loro ritorno nel massimo campionato dopo un anno tra i cadetti.

### Allenatore
Terminata la carriera di calciatore, ricomincia ad allenare e lo fa prendendo per mano il Casale, società che guida per due stagioni (in Serie A), subendo un esonero prima del termine del torneo 1932-1933.
L'anno successivo passa all'Atalanta, in Serie B, guidandola ad un piazzamento di centroclassifica, ripetuto anche l'anno successivo. Nel 1935-1936 allena il Messina con cui sfiora la promozione nel massimo campionato. L'estate seguente ricopre il ruolo di vice-allenatore della Nazionale olimpica che, guidata da Vittorio Pozzo, vince i Giochi di Berlino.
Si siede quindi per due stagioni sulla panchina del Napoli in Serie A, diventandone il secondo allenatore italiano della storia, dopo Gianni Terrile, il primo italiano a rimanere per l'intera stagione alla guida, debuttando in campionato il 13 settembre 1936 con il pareggio casalingo contro la Roma per 0-0. Il primo anno la squadra si piazza al tredicesimo posto nella classifica finale del campionato, con tre punti di vantaggio sul retrocesso Novara in una stagione che vede come unico acuto la vittoria casalinga del 27 dicembre 1936 sull'Ambrosiana per 2-1 mentre l'anno successivo fu esonerato dopo la quattordicesima giornata, con la squadra all'undicesimo posto in classifica con quattro punti di vantaggio sull'Atalanta ultima in classifica.
Arriva quindi un'esperienza a Novara, sempre nel massimo campionato. Passa quindi al Torino dove viene esonerato prima della fine del torneo.
Le ultime stagioni prima dell'interruzione delle attività sportive, dovuta alla seconda guerra mondiale, le trascorre sulla panchina della Biellese, con cui sfiora più volte la promozione tra i cadetti.
Al termine del conflitto guida la Juventus, per concludere poi la carriera alla Reggiana, in Serie B.

## Statistiche

### Cronologia presenze e reti in nazionale
| Cronologia completa delle presenze e delle reti in nazionale ― Italia | Cronologia completa delle presenze e delle reti in nazionale ― Italia | Cronologia completa delle presenze e delle reti in nazionale ― Italia | Cronologia completa delle presenze e delle reti in nazionale ― Italia | Cronologia completa delle presenze e delle reti in nazionale ― Italia | Cronologia completa delle presenze e delle reti in nazionale ― Italia | Cronologia completa delle presenze e delle reti in nazionale ― Italia | Cronologia completa delle presenze e delle reti in nazionale ― Italia |
| Data                                                                  | Città                                                                 | In casa                                                               | Risultato                                                             | Ospiti                                                                | Competizione                                                          | Reti                                                                  | Note                                                                  |
| --------------------------------------------------------------------- | --------------------------------------------------------------------- | --------------------------------------------------------------------- | --------------------------------------------------------------------- | --------------------------------------------------------------------- | --------------------------------------------------------------------- | --------------------------------------------------------------------- | --------------------------------------------------------------------- |
| 11-1-1914                                                             | Milano                                                                | Italia                                                                | 0 – 0                                                                 | Austria                                                               | Amichevole                                                            | -                                                                     |                                                                       |
| 29-3-1914                                                             | Torino                                                                | Italia                                                                | 2 – 0                                                                 | Francia                                                               | Amichevole                                                            | -                                                                     |                                                                       |
| 5-4-1914                                                              | Genova                                                                | Italia                                                                | 1 – 1                                                                 | Svizzera                                                              | Amichevole                                                            | 1                                                                     |                                                                       |
| 17-5-1914                                                             | Berna                                                                 | Svizzera                                                              | 0 – 1                                                                 | Italia                                                                | Amichevole                                                            | -                                                                     |                                                                       |
| 6-3-1921                                                              | Milano                                                                | Italia                                                                | 2 – 1                                                                 | Svizzera                                                              | Amichevole                                                            | -                                                                     |                                                                       |
| Totale                                                                |                                                                       | Presenze                                                              | 5                                                                     |                                                                       | Reti                                                                  | 1                                                                     |                                                                       |

## Palmarès

### Giocatore

#### Club

##### Competizioni nazionali
- Campionato italiano: 1

Casale: 1913-1914
- Serie B: 1

Casale: 1929-1930

### Allenatore

#### Club

##### Competizioni nazionali
- Serie B: 1

Casale: 1929-1930
- Serie C: 1

Biellese: 1942-1943